# Музеј Стари мост
Музеј Стари мост је музеј смештен у Старом граду у Мостару, Босни и Херцеговини. Отворен је 2006. године у част прославе друге годишњице реконструкције Старог моста. Просторије музеја налазе се у оквиру куле Тара и састоје се од три различита дела.
Први део, који се састоји од куле Тара садржи археолошке предмете откривене током реконструкције 2002. године. Изложбе прате информативне табеле које објашњавају главне историјске догађаје повезане са Старим мостом. На пет спратова овог дела, горњи садржи панорамски поглед на Мостар. Друго одељење садржи постојеће археолошке остатке откривене испод куле. Ту спадају остаци два дрвена моста из периода пре изградње каменог моста и подножја Старог моста. И на крају, треће одељење под називом Лавиринт садржи фотографску галерију посвећену Старом мосту, односно оштећеним кулама и фазама рестаурације. Аудиовизуелни материјали и мултимедијалне табеле описују историју изградње моста.